# Частота
Частота́ (англ. frequency) — фізична величина, що дорівнює кількості однакових подій за одиницю часу. Вона є характеристикою будь-яких процесів, які регулярно повторюються (кількість подій за одиницю часу) або величиною, що виражає: кількість рухів, коливань, повторень за одиницю часу тощо.
До регулярних процесів належать періодичні, такі як коливання або обертання, і випадкові процеси, що відбуваються неперіодично, але з певною закономірністю. Частота — одна з основних характеристик багатьох процесів у природі та техніці. Частота звукової хвилі сприймається людським вухом як тон, частота електромагнітної хвилі світлового діапазону сприймається людським оком як колір.

## Одиниці вимірювання
Одиницею вимірювання частоти в Міжнародній системі одиниць (SI) є герц (українське позначення: Гц; міжнародне: Hz), що отримала назву на честь німецького фізика Генріха Герца.
Частота є оберненою величиною до періоду T: ν = 1/T.
| Частота | 1 мГц (10−3 Гц) | 1 Гц (100 Гц) | 1 кГц (103 Гц) | 1 МГц (106 Гц) | 1 ГГц (109 Гц) | 1 ТГц (1012 Гц) |
| Період  | 1 кс (103 с)    | 1 с (100 с)   | 1 мс (10−3 с)  | 1 мкс (10−6 с) | 1 нс (10−9 с)  | 1 пс (10−12 с)  |

Для характеристики різноманітних процесів на практиці зручно використовувати також інші одиниці, наприклад, частота обертання в механічних пристроях та двигунах часто позначається в кількості обертів за хвилину (позначення: об/хв, 1/хв, хв−1 або міжнародний варіант rpm від англ. revolutions per minute) чи обертів за секунду (позначення: об/с, с−1 або міжнародне r/s).

## Частота періодичних процесів

Ілюстрація частоти спалахів світла від найменшої (вгорі) до найвищої (внизу). f — частота в герцах (Гц), тобто кількість спалахів у секунду. T — період, виражений в секундах, тобто кількість секунд на один спалах. T та f — взаємно обернені величини.

Частота є однією з основних характеристик періодичних процесів. Це величина, що показує скільки періодів процесу відбувається за одиницю часу.
Розрізняють лінійну частоту й циклічну частоту.
Лінійна частота — це кількість періодичних процесів за секунду. Лінійна частота здебільшого позначається грецькою літерою ν або латинською літерою f.
{\displaystyle \nu ={\frac {1}{T}}}
де T — період.
Циклічна або кутова частота — це кількість коливань за 2π секунд. Циклічна частота здебільшого позначається грецькою літерою ω.
Циклічна частота використовується в формулах для того, щоб не писати множник 2π, але числові значення приводяться для лінійної частоти.
Коли говорять, що тактова частота комп'ютера 1,8 ГГц, або, що людина чує звуки частотою від 20 Гц до 20000 Гц, мається на увазі саме лінійна частота ν.

## Частота неперіодичних процесів
Деякі процеси відбуваються випадково, але регулярно, наприклад, дощ або падіння метеоритів. Такі процеси теж можна характеризувати частотою, тобто середнім числом подій в одиницю часу. У теорії ймовірностей вживається термін частота події, який не пов'язаний з часом, а позначає кількість певних вибраних подій, віднесену до загальної кількості дослідів.

## Обертання, коливання, хвилі
Частота обертання є характеристикою рівномірного обертання і визначається як кількість обертів у одиницю часу. Вона пов'язана з іншою характеристикою обертання кутовою швидкістю у тому разі, коли обертання рівномірне, і кутова швидкість стала:
{\displaystyle \nu ={\frac {\omega }{2\pi }}},
де {\displaystyle \omega } — кутова швидкість. Кутова швидкість дорівнює за величиною кутовій частоті.
Частота коливання — кількість здійснених повних коливань в одиницю часу. В багатьох фізичних системах можуть здійснюватися невимушені коливання. Такі фізичні системи мають набір власних частот, з якими відбуваються невимушені коливання. Прикладом такої системи є гармонічний осцилятор. Для складніших систем існують кілька різновидів невимушених коливань, які називають нормальними модами.
Під дією періодичної зовнішні сили, фізичні системи здійснюють вимушені коливання із частотою зовнішньої сили. Амплітуда таких коливань зростає при зменшенні різниці між частотою зовнішньої сили та власною частотою. Це явище називається резонансом.
Частота хвилі — це частота коливань будь-якої точки простору при проходженні хвилі. Завдяки зв'язку з сусідніми точками простору при проходженні хвилі в кожній із точок відбуваються вимушені коливання. Частота хвилі пов'язана з довжиною хвилі дисперсійним співвідношенням. В загальному випадку дисперсійне співвідношення можна записати у формі:
{\displaystyle \lambda ={\frac {s}{\nu }}},
де {\displaystyle \lambda } — довжина хвилі, {\displaystyle s} — швидкість розповсюдження хвилі, {\displaystyle \nu } — частота. В загальному випадку швидкість розповсюдження хвилі теж залежить від частоти, але для електромагнітної хвилі у вакуумі вона стала і дорівнює швидкості світла. Швидкість звуку у чутному діапазоні теж приблизно стала.

## Характерні частоти та частотні діапазони

### Промислова частота змінного струму

Напруга і частота в електромережах країн світу:
220-240 В/60 Гц
220-240 В/50 Гц
100-127 В/60 Гц
100-127 В/50 Гц

У Європі (у тому числі і в Україні), більшій частині Азії, Океанії (крім Мікронезії), Африці та у частині Південної Америки промислова частота змінного струму в електромережах становить 50 Гц. У Північній Америці (США, Канада, Мексика), Центральній та в деяких країнах північної частини Південної Америки (Бразилія, Венесуела, Колумбія, Перу), та у деяких країнах Азії (у південно-західній частині Японії, в Південній Кореї, Саудівській Аравії, на Філіппінах і на Тайвані) використовується 60. Майже усі побутові прилади без проблем можуть працювати від електромереж з частотою 50 та 60 Гц за умови відповідності напрузі.
В бортових мережах літаків, підводних човнів тощо використовується частота 400 Гц. Вища частота дозволяє зменшити масу і розміри трансформаторів, хоча при цьому зростають втрати при передаванні електроенергії на великі відстані.

### Частотний спектр електромагнітного випромінювання

Повний спектр електромагнітного випромінювання з виділеною частиною спектру видимого світла

Видиме світло є електромагнітним випромінюванням, що складається з осцилюючих електричних і магнітних полів, котрі поширюються у просторі. Частота хвилі визначає її колір: 4×1014 Гц — червоний колір, 8×1014 Гц — фіолетовий колір; між ними у діапазоні (4…8)×1014 Гц розташовані усі інші кольори веселки. Електромагнітні хвилі, що мають частоту меншу від 4×1014 Гц, є невидимими для людського ока, такі хвилі називаються інфрачервоним (ІЧ) випромінюванням. Нижче за спектром лежить мікрохвильове випромінювання та радіохвилі. Світло з частотою вищою від 8×1014 Гц, також є невидимим для людського ока; такі електромагнітні хвилі називаються ультрафіолетовим (УФ) випромінюванням. При збільшенні частоти електромагнітна хвиля переходить в область спектра, де розташоване рентгенівське випромінювання, а при ще вищих частотах — в область гамма-випромінювання.
Усі ці хвилі, від найнижчих частот радіохвиль і до високих частот гамма-променів, принципово є однаковими, всі вони належать до електромагнітного випромінювання і всі вони поширюються у вакуумі зі швидкістю світла.
Іншою характеристикою електромагнітних хвиль є довжина хвилі, що є обернено пропорційною величиною до частоти. У вакуумі довжина хвилі
{\displaystyle \lambda =c/\nu ,}
де с — швидкість світла. У середовищі, у якому фазова швидкість поширення електромагнітної хвилі c′ відрізняється від швидкості світла у вакуумі (c′ = c/n, де n — показник заломлення), зв'язок між довжиною хвилі і частотою буде такий:
{\displaystyle \lambda ={\frac {c}{n\nu }}.}
Ще однією характеристикою хвилі є хвильове число (просторова частота), яка є оберненою величиною до довжини хвилі у вакуумі: k = 1/λ. Іноді ця величина використовується з коефіцієнтом 2π, за аналогією зі звичайною та круговою частотою — ks = 2π/λ. У випадку електромагнітної хвилі у середовищі
{\displaystyle k=1/\lambda ={\frac {n\nu }{c}}.}
{\displaystyle k_{s}=2\pi /\lambda ={\frac {2\pi n\nu }{c}}={\frac {n\omega }{c}}.}

### Звукові частоти
Сприйняття звуку (механічних пружних коливань середовища) людиною залежать від частоти звукових коливань. Людина може зазвичай сприймати на слух коливання з частотою від 20 Гц до 20 кГц. Звук з частотою нижчою від 20 Гц, називається інфразвуком. Інфразвукові коливання, хоча й не чутно на слух, можуть відчуватися дотиково. Звук з частотою понад 20 кГц називається ультразвуком, а з частотою понад 1 ГГц — гіперзвуком.
В музиці переважно використовуються звуки, висота (основна частота) яких лежить від субконтроктави до 5-ї октави. Так, звуки стандартної 88-клавішної клавіатури фортепіано вкладаються у діапазон від ноти ля субконтроктави (27,5 Гц) до ноти до 5-ї октави (4186,0 Гц). Однак музичний звук зазвичай складається не лише з чистого звуку основної частоти, але й з домішаних до нього обертонів, або гармонік (звуків з частотами, кратними до основної частоти); відносна амплітуда гармонік визначає тембр звуку. Обертони музичних звуків лежать у всьому доступному для слуху діапазоні частот.

## Вимірювання частот

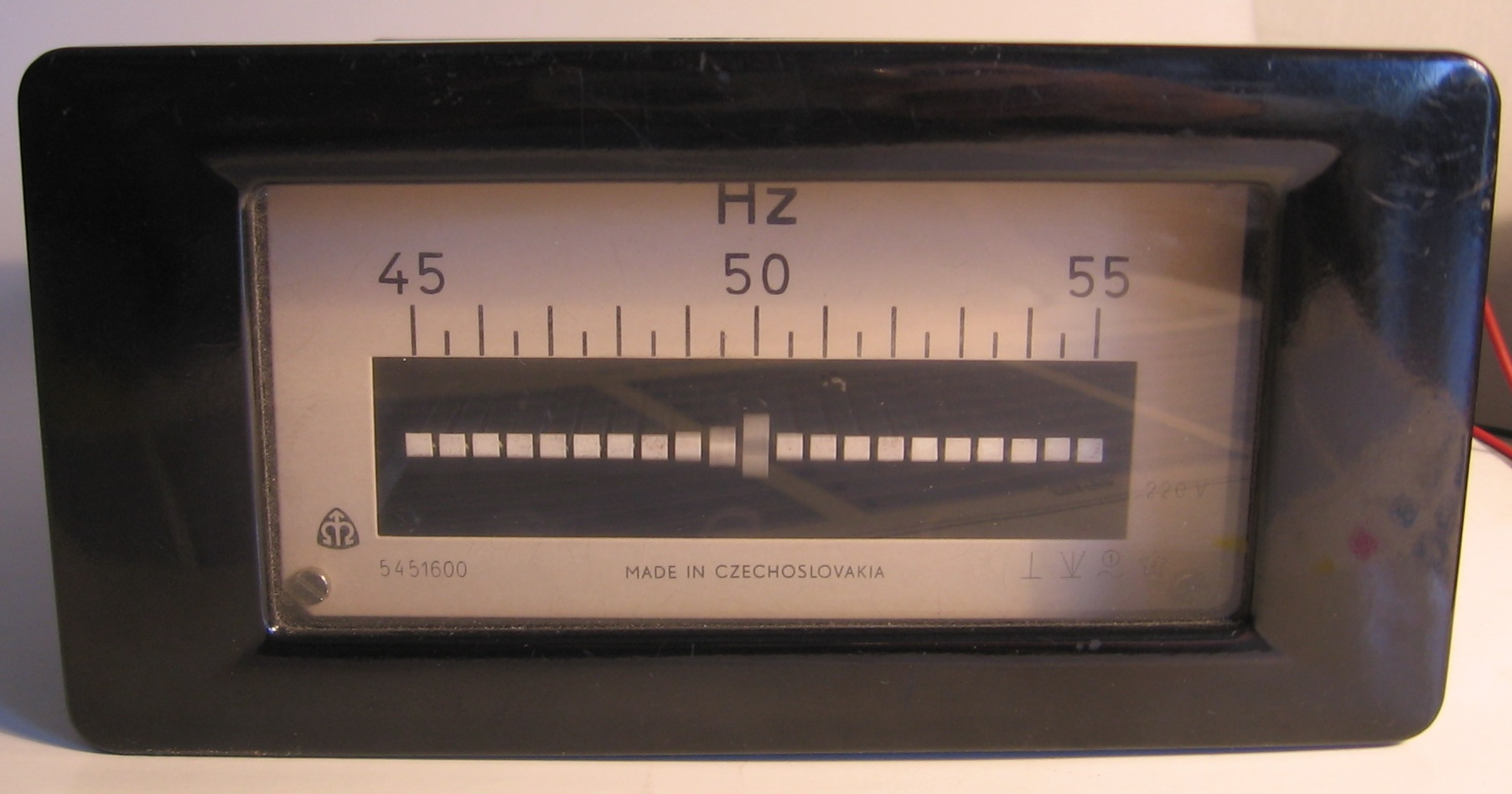
Електромагнітний частотомір резонансного типу

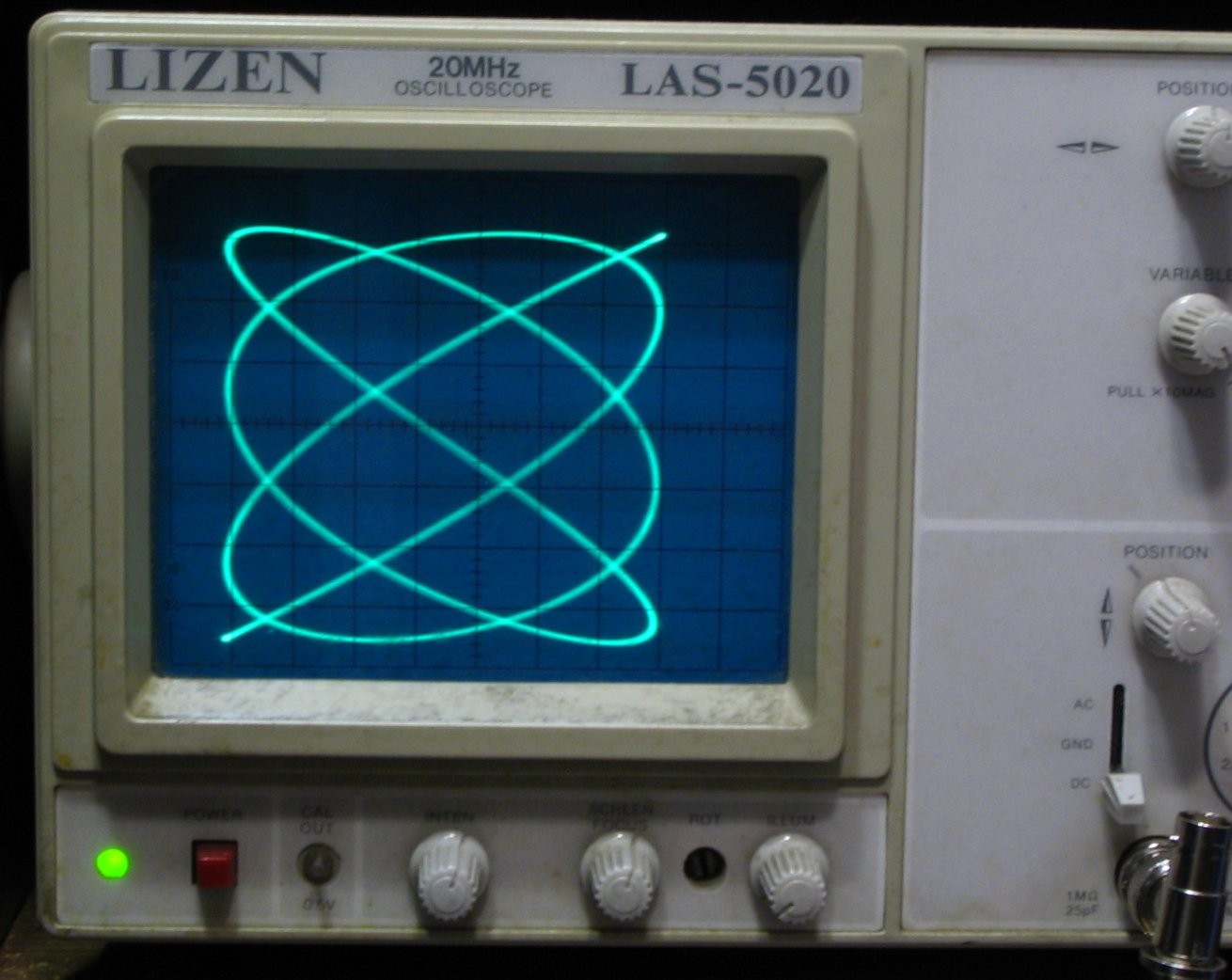
Фігура Ліссажу на екрані осцилографа

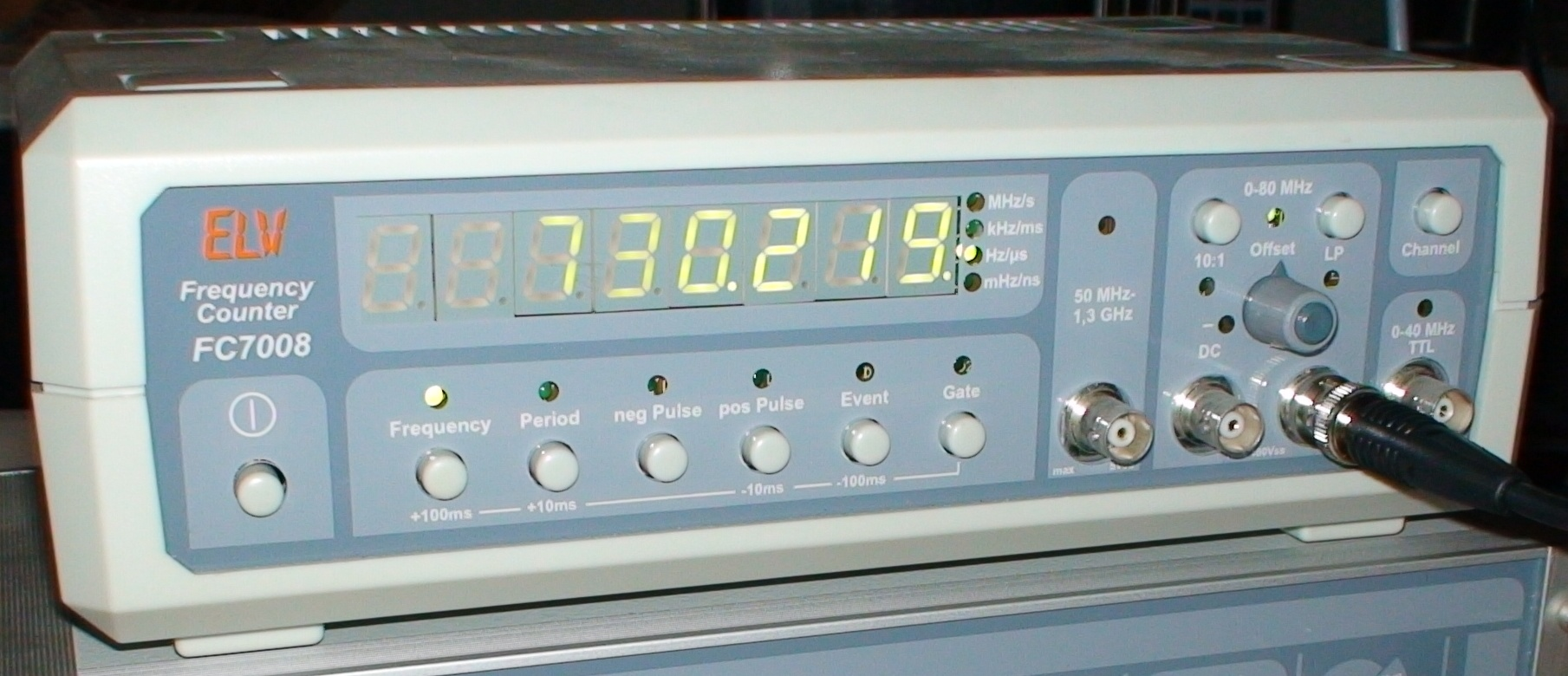
Електронно-лічильний частотомір

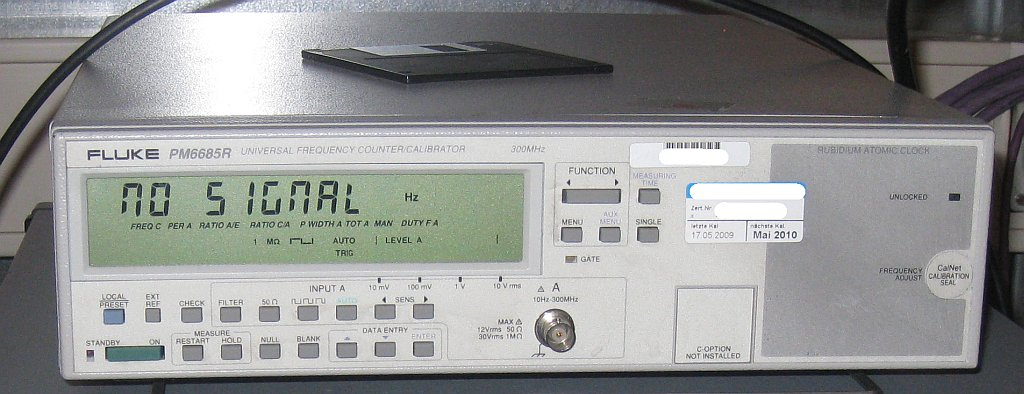
Сучасний цифровий частотомір «Fluke PM6685R»

Найпростіший спосіб вимірювання малих частот — підрахунок числа коливань за певний проміжок часу. Для вимірювання вищих частот використовують стробоскоп. Для вимірювання частоти обертання використовують тахометри.
На практиці вимірювання частоти електричних сигналів (далі частоти) відбувається в діапазоні від 0 Гц до 1011 Гц. На низьких частотах (від 20 до 2500 Гц), особливо поблизу частот 50 Гц і 400 Гц часто використовуються електромеханічні прилади: електромагнітні частотоміри і частотоміри
на основі логометрів. Основна похибка електромеханічних аналогових частотомірів становить 1,0…2,5 %. Вони мають відносно вузькі діапазони вимірювання і використовуються як щитові прилади.
У лабораторних умовах для вимірювання частоти нерідко використовують осцилографи. Це виправдано, якщо до точності вимірювань не ставиться жорстких вимог. Отримання фігур Ліссажу, використання кругової розгортки з модуляцією яскравості, визначення частоти на основі виміряного періоду електричного сигналу — найпоширеніші способи осцилографічних вимірювань частоти.
Аналогові електронні конденсаторні частотоміри застосовуються для вимірювання частот в діапазоні від 10 Гц до 1 МГц. Принцип роботи таких частотомірів ґрунтується на поперемінному заряджанні конденсатора від батареї з наступним його розряджанням через магнітоелектричний механізм. Цей процес відбувається з частотою, що дорівнює вимірюваній частоті, оскільки перемикання проводиться під впливом тієї ж досліджуваної напруги. За час одного циклу через магнітоелектричний механізм протікатиме заряд Q = C·U, отже, середній струм, що протікає через індикатор, дорівнюватиме Iсер = Qνх = C·Uνх. Таким чином, покази магнітоелектричного амперметра будуть пропорційними до вимірюваної частоти. Основна приведена похибка таких частотомірів лежить в межах 2…3 %.
До сімейства аналогових частотомірів належать також гетеродинні частотоміри, принцип дії яких ґрунтується на порівнянні вимірюваної частоти з частотою переналагоджуваного стабільного генератора. Порівняння здійснюється за допомогою гетеродинування напруг порівнюваних частот. В результаті цього нелінійного процесу кінцевий електричний сигнал буде крім початкових частот ω1 і ω2 мати цілий ряд комбінаційних — в тому числі і різницеву частоту ω1-ω2. Коли ця частота буде близькою до нуля, виникають низькочастотні (нульові) биття, які зручно спостерігати на екрані осцилографа або за допомогою спеціальних електронних пристроїв. Перевагою гетеродинних частотомірів є можливість вимірювання дуже високих частот — до 100 ГГц з відносною похибкою, що не перевищує 0,01…0,001 %.
Резонансні частотоміри мають у своєму складі коливальну систему, яка налагоджується у резонанс з вимірюваною частотою зовнішнього джерела сигналів. Стан резонансу фіксують за максимальними показниками індикатора резонансу. Вимірювану частоту відраховують безпосередньо за шкалою каліброваного елемента налагодження (змінного конденсатора). Вимірювана частота може сягати 200 МГц, а відносна похибка вимірювань зазвичай становить 0,1 %…1,0 %.
Добрі характеристики мають цифрові електронно-лічильні частотоміри (далі цифровий частотомір). Принцип роботи цих пристроїв ґрунтується на підрахунку числа періодів вимірюваної частоти за
строго визначений, інтервал часу, кратний одиниці часу (секунда, мілісекунда і т. п.). Тобто використовується аналого-цифрове перетворення частоти в послідовність імпульсів, кількість яких за одиницю часу є пропорційною до вимірюваної величини і може бути підрахована. Похибка таких частотомірів в основному визначається нестабільністю
формування каліброваного інтервалу часу і похибкою квантування. Остання похибка зменшується зі збільшенням вимірюваної частоти. Цифрові частотоміри є найточнішими серед відомих
засобів вимірювання частоти електричних сигналів (відносна похибка може не перевищувати 10−7%) і їм властиві усі переваги цифрових вимірювальних приладів, наприклад, можливість автоматизувати вимірювальні процедури, через що знайшли широке застосування. Діапазон частот, вимірюваних цифровими частотомірами, лежить, зазвичай, в межах від одиниць герц до одиниць гігагерц.

## Спектр частот
Найкраще частота визначена для гармонічних коливань. Часову залежність інших періодичних, але не гармонічних коливань можна розкласти в ряд Фур'є, тобто виразити через суму гармонічних коливань. У цій сумі буде складова з найменшою, основною частотою, що відповідає періоду та інші складові з частотами, кратними основній, обертони. Сукупність цих частот називають частотним спектром періодичного процесу.
Часову залежність характеристик неперіодичних процесів можна подати у вигляді сукупності гармонічних коливань за допомогою перетворення Фур'є. На відміну від періодичних процесів, частотний спектр неперіодичних процесів неперервний, тобто неперіодичний процес є сукупністю незліченної кількості гармонічних коливань.
У випадку, коли в неперервному спектрі не можна виділити окремих сильних гармонічних складових, процес називають шумом. Тоді, коли амплітуди всіх складових спектру приблизно однакові, виникає білий шум.

## Частотні характеристики
Важливе значення при описі лінійних стаціонарних систем (ланок) у теорії автоматичного керування мають їх частотні характеристики. Їх можна отримати при розгляді вимушених коливань системи (ланки) при подаванні на її вхід гармонічного впливу.
{\displaystyle x(t)=A\cdot \sin(\omega t).}
На виході лінійної системи виникнуть коливання тієї ж частоти, але будуть відрізнятися від вхідної за амплітудою і фазою:
{\displaystyle y(t)=B\cdot \sin(\omega t+\phi ).}
Для кожної частоти ω вхідного сигналу буде своя амплітуда B(ω) і свій зсув фаз φ(ω) на виході. Залежності між цими параметрами для вхідного і вихідного коливань при різних частотах називаються частотними характеристиками.
Для визначення частотних властивостей системи (ланки) використовують комплексну передавальну функцію. Комплексна передавальна функція W(jω) є відношенням вихідного сигналу до вхідного за умови зміни вхідного сигналу за гармонічним законом. Вираз для комплексної передавальної функції W(jω) легко отримати з операторної передавальної функції W(p) формальною заміною в ній оператора p на jω.
Залежність комплексної передавальної функції від частоти називається амплітудно-фазовою частотною характеристикою (АФЧХ).
Модуль комплексної передавальної функції характеризує відношення амплітуд відгуку і дії і має назву амплітудно-частотної характеристики (АЧХ).
Аргумент комплексного коефіцієнта передачі визначається різницею фаз між відгуком і дією і називається фазо-частотною характеристикою (ФЧХ).
Запишемо W (jω) у вигляді
{\displaystyle W(j\omega )=P(\omega )+jQ(\omega )=A(\omega )^{j\phi (\omega )}}
Тому для адекватного уявлення про поведінку системи в режимі вимушених коливань досить розглянути такі частотні характеристики:
- A(ω) — амплітудно-частотну характеристику (АЧХ), яка показує, як залежить амплітуда реакції системи від частоти впливу. Визначається за формулою

{\displaystyle A(\omega )={\sqrt {P^{2}(\omega )+Q^{2}(\omega )}}}
і є безрозмірною при однаковій природі впливу і реакції.
- φ(ω) — фазо-частотну характеристику (ФЧХ), яка визначає частотну залежність різниці фаз реакції і впливу. Визначається

за формулою
{\displaystyle \phi (\omega )=\operatorname {arctg} {\frac {Q(\omega )}{P(\omega )}}}
і вимірюється в градусах або радіанах незалежно від природи
впливу і реакції.
Аналіз частотних характеристик схеми з метою дослідження її динамічних властивостей називається частотним аналізом.

## Частота і перетворення сигналу
Частотний спектр сигналу змінюється при проходженні через електричний прилад, тобто частотні характеристики вихідного сигналу відрізняються від частотних характеристик вхідного сигналу. Для таких пристроїв, як підсилювачі це небажаний ефект, оскільки він призводить до спотворення початкового сигналу. Однією з характеристик підсилювачів, акустичних колонок та інших є смуга пропускання — діапазон частот, у якому коефіцієнт підсилення приблизно однаковий.
Значна кількість електричних пристроїв сконструйована з метою зміни частотного спектра сигналу. До таких пристроїв належать, зокрема модулятори та демодулятори. При модуляції низькочастотний сигнал накладається на високочастотний сигнал із певною частотою-носієм, утворюючи сигнал зі складним частотним спектром. При демодуляції, навпаки, низькочастотний сигнал виділяється зі складного вхідного сигналу.
Перетворення сигналу зі зміною частот здійснюється за допомогою частотних фільтрів з різною амплітудно-частотною характеристикою. В залежності від призначення фільтри поділяється на низькочастотні, високочастотні та смугові.